# Harsdorf
Harsdorf település Németországban, azon belül Bajorországban. Lakosainak száma 955 fő (2023. december 31.).

## Népesség
A település népessége az elmúlt években az alábbi módon változott:
| Lakosok száma | 625  | 886  | 761  | 751  | 999  | 980  | 984  | 988  | 957  | 955  |
|               | 1875 | 1950 | 1975 | 1987 | 2012 | 2014 | 2016 | 2017 | 2021 | 2023 |